# Vladimir Motyl
Vladimir Yakovlevitch Motyl (en russe : Владимир Яковлевич Мотыль), né à Lepel (Union soviétique, actuellement en Biélorussie) le 26 juin 1927 et mort à Moscou le 21 février 2010, est un réalisateur et scénariste soviétique et biélorusse. Artiste du peuple de la fédération de Russie en 2003.

## Biographie
Vladimir Motyl naît dans une famille juive en Biélorussie. Son père, Yakov Davydovitch Motyl (1901—1931) originaire du gouvernement de Varsovie, travaille à l'usine Kommunar à Minsk. Le 6 mai 1930, il est arrêté et déporté, sur l'accusation d'espionnage, au camp des îles Solovki où il meurt un an plus tard (réhabilité le 31 mai 1989). La mère de Vladimir, Berthe Antonovna Levina diplômée de l'université Herzen, est éducatrice au centre fermé pour enfants dirigé par Anton Makarenko. En tant qu'épouse de l'ennemi du peuple, elle est déportée derrière l'Oural avec son fils.
En 1948, Motyl est diplômé de la faculté d'art dramatique de l'Institut théâtral de Sverdlovsk et devient metteur en scène du Théâtre dramatique de cette ville, puis, acteur et metteur en scène à Stalinogorsk et Nijni Taguil. À partir de 1955, il est directeur artistique du Théâtre du jeune spectateur de Sverdlovsk (ru). En 1957, il est diplômé de l'université d'État de l'Oural (URGU). Il occupe le poste de directeur de la société de production cinématographique Sverdlovsk Film Studio (ru) de 1957 à 1960.
Son premier film, Les Enfants du Pamir, sort en 1963. En 1967, les bonnes critiques sont récoltées par la comédie Zhenia, Zhenetchka et 'Katioucha dont le scénario est coécrit avec son ami Boulat Okoudjava. Motyl acquiert une célébrité nationale avec son ostern Le Soleil blanc du désert en 1969, qui, en 1996 lui apportera l'ordre de l'Honneur et, en 1997, le Prix d'État de la fédération de Russie.
En 1976-1985, il est directeur artistique de la société de production cinématographique Studio Ekran. Son film L'Étoile d'un merveilleux bonheur est récompensé par un diplôme "Meilleurs films du monde" au Festival international du film de Belgrade en 1977.
Depuis la fin des années 1980, Motyl enseigne aux cours supérieurs de formation des scénaristes et réalisateurs à Moscou. En 1999, il préside le jury du Festival Message To Man à Saint-Pétersbourg. Il dirige le studio cinématographique indépendant Arion, avant de fonder sa propre société de production Studio Vladimir Motyl en 2001.
Le 1er septembre 2003, le réalisateur est distingué artiste du peuple de la fédération de Russie. En 2003, il reçoit le diplôme du Kinotavr "Pour un événement cinématographique" (За кинематографическое событие).
Le matin du 21 février 2010, Motyl contacte le service des urgences depuis son domicile, à la suite d'un malaise. Arrivés sur place, les secours sont contraints de forcer la porte de l'appartement. Motyl est hospitalisé avec la suspicion d'une attaque cérébrale, pour finalement être admis dans le service de réanimation pour cause d'une pneumonie et une fracture des vertèbres cervicales. Il décède à 23h du soir le même jour. Le cinéaste repose au cimetière Vostriakovo à Moscou.

## Filmographie

### Comme réalisateur
- 1963 : Les Enfants du Pamir (ru) (Дети Памира, Deti Pamira)
- 1967 : Jenia, Jeniotchka et Katioucha (Женя, Женечка и Катюша)
- 1970 : Le Soleil blanc du désert (Белое солнце пустыни, Beloïe solntse poustyni)
- 1975 : L'Étoile d'un merveilleux bonheur (Звезда пленительного счастья)
- 1980 : La Forêt (Лес)
- 1984 : Un pari invraisemblable, ou l'Événement réel qui s'est bien terminé il y a cent ans (ru) (Невероятное пари, или Истинное происшествие, благополучно завершившееся сто лет назад) (téléfilm)
- 1987 : Il était une fois Chichlov (Жил-был Шишлов) (téléfilm)
- 1991 : Séparons-nous pendant que nous sommes beaux (ru) (Расстанемся, пока хорошие)
- 1996 : Les Chevaux me portent (ru) (Несут меня кони…)
- 2009 : La Couleur pourpre de la neige (Багровый цвет снегопада)

### Comme scénariste
- 1967 : Jenia, Jeniotchka et Katioucha (Женя, Женечка и Катюша)
- 1975 : L'Étoile d'un merveilleux bonheur (Звезда пленительного счастья)

## Distinctions
- Citoyen d'honneur de Douchanbé : 1977
- Ordre de l'Honneur : 1996[6]
- Prix d'État de la fédération de Russie : 1998[7]